# Atylotus rusticus
Atylotus rusticus är en tvåvingeart som först beskrevs av Carl von Linné 1767.  Atylotus rusticus ingår i släktet Atylotus och familjen bromsar. Enligt den finländska rödlistan är arten starkt hotad i Finland. Arten är reproducerande i Sverige. Artens livsmiljö är fuktiga gräsmarker, dikesrenar. Inga underarter finns listade i Catalogue of Life.